# 抗激波体

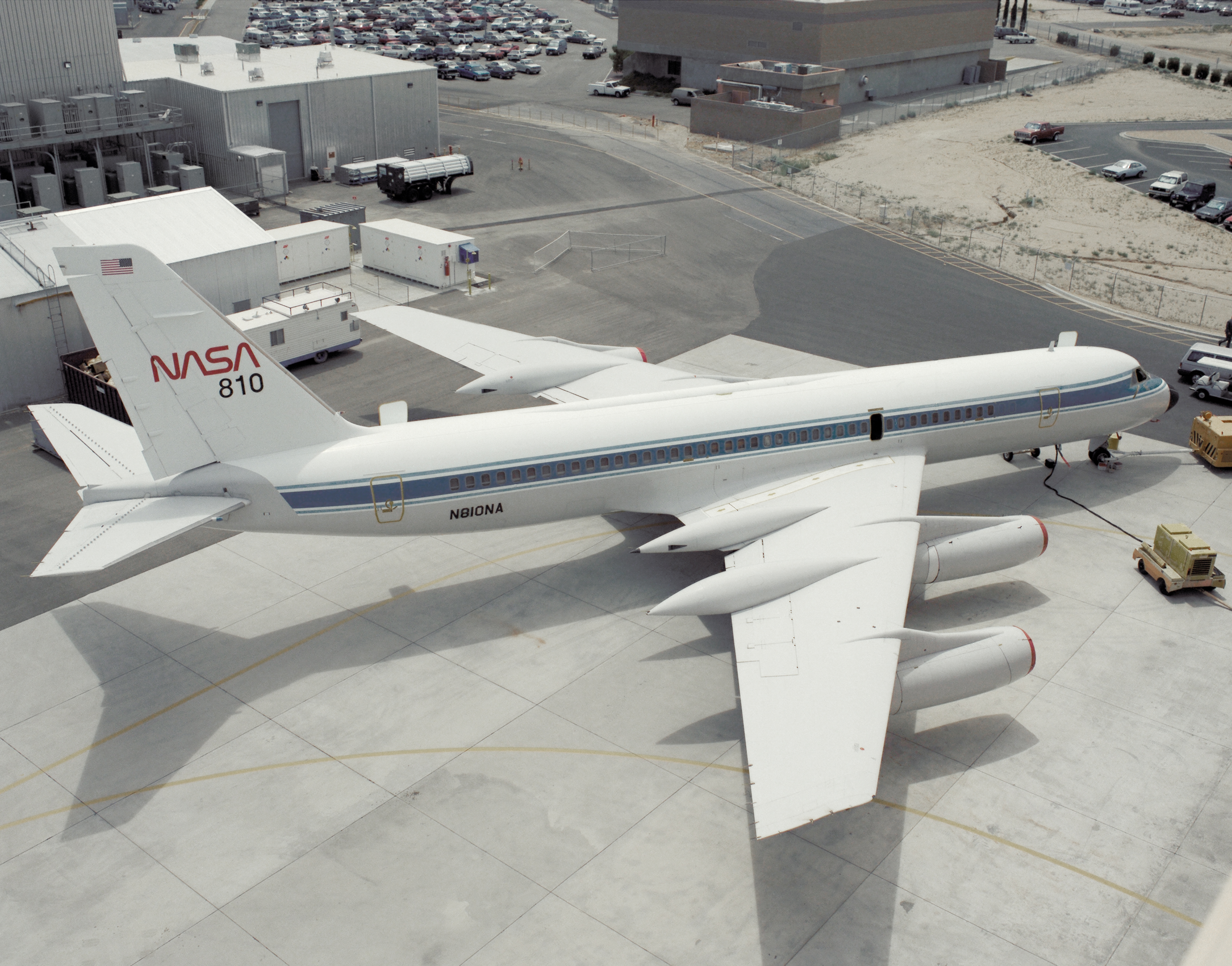
位于NASA康维尔990机翼后缘的抗激波体

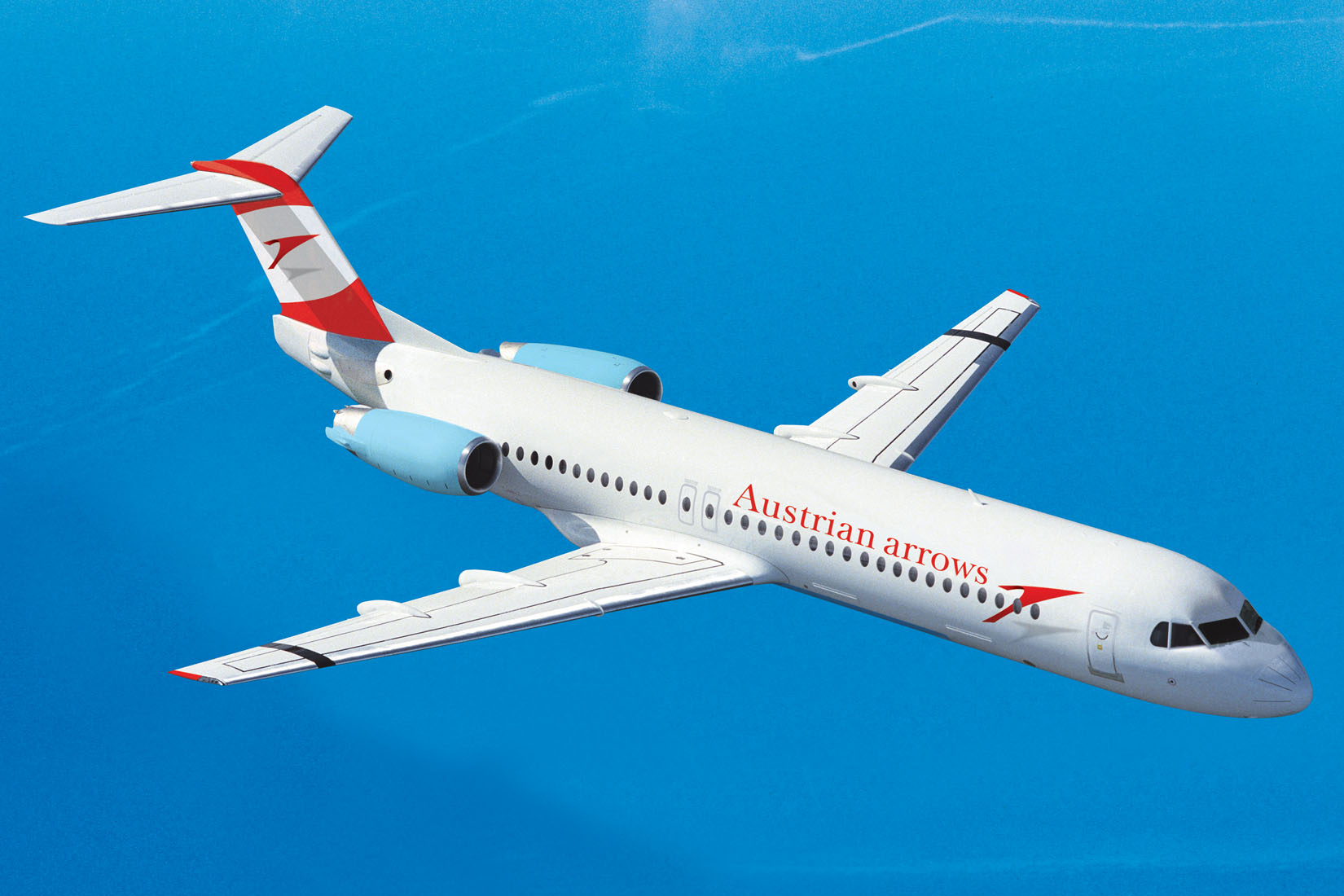
福克100机翼后缘的抗激波体

抗激波体（英語：anti-shock body），又叫“库奇曼萝卜”（英語：Küchemann carrot），是一种位于飞行器空气动力表面前缘或后缘的部件，用于降低飞行器跨音速飞行时的波阻。
根据面积律，如果飞行器横截面积沿纵轴变化平滑，可以有效降低波阻。抗激波体便是以此为目的设计的。 其最初由苏联中央空气流体动力学研究院发明，并用于1952年首飞的图-16轰炸机。抗激波体在图-16上还起到起落架整流罩的作用。除苏联外，美国国家航空航天局的理查德·惠特科姆与英国皇家航空研究院的迪特里希·库奇曼也于1950年代初发展了相关理论，后来美国康维尔990、荷兰福克100等飞机上的抗激波体便源于相关研究。